# Amedeo Berruti
Pour les articles homonymes, voir Berruti.
Amedeo Berruti, né vers 1470 à Moncalieri ou Turin et mort au château de Pavone près d'Ivrée en février 1525, est un ecclésiastique piémontais, Gouverneur de Rome de 1514 à 1517 ainsi qu'évêque d'Aoste de 1515 à 1525.

## Origine
Amedeo Berruti est le fils du piémontais Michele Berruti médecin du Duc de Savoie vers 1461 puis châtelain de Moncalieri dans le Piémont, sa mère est sans doute issue de la noble famille locale des Duc. Au cours de la décennie 1490 Amedeo fait ses études de droit à l'université de Turin. Il devient prêtre à une date indéterminée et membre du Conseil Communale de Moncalieri.

## Politique et évêque
Le vieil évêque de Turin Domenico della Rovere (1482-1501) nomme le jeune Jurisconsulte Vicaire général du Diocèse. Poste qu'il occupe encore en 1506 sous son successeur Giovanni Ludovico della Rovere (1501-1510). Il est ensuite vicaire de Bonifacio Ferrero l'évêque de Verceil. Sa fréquentation du haut clergé et sa familiarité avec la famille Della Rovere l'incite à s'installer à Rome à la cour des Papes Jules II puis Léon X. Il devient le 26 juin 1514 « Gouverneur de Rome » et prend part aux travaux du Cinquième concile du Latran où il retrouve le nouvel archevêque de Turin Giovanni Francesco della Rovere (it) (1510-1517), successeur de son oncle Giovanni Ludovico; Ercole d'Azeglio évêque d'Aoste, représentant du duc Charles III de Savoie et le savoyard Claude de Seyssel, évêque de Marseille (1511-1517) nommé ensuite archevêque de Turin en 1517 qui représente le roi Louis XII de France. Amedeo Berruti s'entremet avec succès pour le compte de Léon X afin de conclure l'union le 13 mai 1515 de Philiberte de Savoie avec Julien de Médicis, le frère du Pape.
Après la mort d'Ercole d'Azeglio le 6 juin 1515 il est nommé par le Pape à l'évêché de d'Aoste le 13 juin mais il reste à Rome jusqu'à la fin du Concile en mars 1517. Pendant ce temps son évêché d'Aoste est gérer par Charles de Challant « commissaire ducal » et le « noble Étienne Mistralis » son procureur valdôtain. L'absence d'Amedeo Buretti d'Aoste entraîne une opposition du clergé local qui exige le respect des prérogatives de l'église d'Aoste mais aussi une tension avec le duc Charles III de Savoie qui lui reproche du fait de son absence de ne pas être l'auxiliaire de son autorité sur la Vallée d'Aoste. Dans le contexte de cette situation tendue il réunit plusieurs synodes à Aoste en mai 1522, mai 1523 mars 1524 et peut être encore au début de 1525 afin de tenter de résoudre les conflits mais il meurt fin janvier ou début février 1525.
Amedeo Berruti est aussi un humaniste de son siècle, il est l'auteur d' « Dialogus de amicitia vera et de amore honesto » composé en latin, s’inspirant de modèles antiques.